# Бад-Болль
Бад-Болль (нім. Bad Boll) — громада в Німеччині, знаходиться в землі Баден-Вюртемберг. Підпорядковується адміністративному округу Штутгарт. Входить до складу району Геппінген.
Площа — 10,95 км2. Населення становить 5223 ос. (станом на 31 грудня 2020).